# Астрагал білостеблий
Астрага́л білосте́блий (Astragalus albicaulis) — вид рослин з родини бобових, поширений у Молдові, Україні, пд.-зх. Росії, Казахстані.

## Опис
Багаторічна рослина 20–35 см. Листки з 3–5 парами довгастих або довгасто-еліптичних листочків, до 20 мм завдовжки, 3–10 мм завширшки. Чашечка запушена дрібними 2-роздільними білими волосками з незначною домішкою таких же чорних (часто тільки на зубцях). Віночок жовтий.

## Поширення
Поширений у Молдові, Україні, пд.-зх. Росії, Казахстані.
В Україні вид зростає на крейдяних відслоненнях — у басейнах Дінця і Міуса, зрідка.